# Piepers
Piepers war eine der Ortslagen und Hofschaften, die ab Ende des 19. Jahrhunderts in der expandierenden Stadt Ohligs aufgingen, die heute ein Stadtteil Solingens ist.

## Lage und Beschreibung
Piepers lag als einstige Hofschaft etwas südlich der Hofschaft Ohligs. Der Ort befand sich (in heutigen Straßennamen ausgedrückt) wahrscheinlich an der Bonner Straße zwischen den Einmündungen der Anfangstraße/Emscherstraße im Süden und der Bogenstraße/Lippestraße im Norden. Das Gebiet ist heute dicht durch Wohnhäuser entlang der Landesstraße 288 besiedelt, Reste des einstigen Hofes sind nicht sichtbar. Benachbarte Ortslagen sind bzw. waren (von Nord nach West): Ohligs, Bockstiege, Nassenweg, Scharrenbergerheide, Hassels, Dunkelnberg, Honigsheide und Diepenbruch.

## Etymologie
Der Name des Ortes geht wohl von auf den Familiennamen Pieper zurück. Die Sippe Pieper stammte ursprünglich aus Wülfrath, Angehörige der Familie ließen sich im 18. Jahrhundert auch an dem nach ihnen benannten Piepersberg nördlich von Gräfrath nieder. Der Ohligser Ortsname Piepers (...Hof/Heide) könnte abgekürzt sein.

## Geschichte
Das Gebiet des heutigen Ohligser Stadtzentrums war zu Beginn des 19. Jahrhunderts nur locker durch einige Ortslagen und Hofschaften besiedelt, darunter auch die Hofschaft Piepers, die als eine der Keimzellen der späteren Stadt gilt. Erste urkundliche Erwähnungen finden sich in der ersten Hälfte des 17. Jahrhunderts, damit dürfte Piepers in etwa so alt sein wie Ohligs. Der Ort entstand am alten Rheinweg zwischen Broßhaus und Landwehr, der von Wald nach Hitdorf führte. Aus der Straße wurde im 18. Jahrhundert die Landwehr-Broßhauser Straße, die als Staatsstraße klassifiziert war (die heutige Bonner Straße).:31
Im Jahre 1715 ist der Ort in der Karte Topographia Ducatus Montani, Blatt Amt Solingen, von Erich Philipp Ploennies mit einer Hofstelle verzeichnet und als Pipers benannt. Der Ort gehörte vor 1808 zur Honschaft Schnittert innerhalb des Amtes Solingen und nach 1808 zur Honschaft Merscheid. Die Topographische Aufnahme der Rheinlande von 1824 verzeichnet den Ort als Piepers und in der Preußischen Uraufnahme von 1844 wird der Ort unbenannt und zusammengewachsen mit dem nördlich gelegenen Ort Ohligs enthalten. In der Topographischen Karte des Regierungsbezirks Düsseldorf von 1871 ist der Ort ebenfalls unbenannt verzeichnet.
Nach Gründung der Mairien und späteren Bürgermeistereien Anfang des 19. Jahrhunderts gehörte Piepers zur Bürgermeisterei Merscheid, die 1856 zur Stadt erhoben und im Jahre 1891 in Ohligs umbenannt wurde.
1815/16 lebten 33, im Jahr 1830 39 Menschen im als Weiler bezeichneten Wohnplatz. 1832 war der Ort weiterhin Teil der Honschaft Merscheid innerhalb der Bürgermeisterei Merscheid, dort lag er in der Flur III. Ohligs. Der nach der Statistik und Topographie des Regierungsbezirks Düsseldorf als Hofstadt kategorisierte Ort besaß zu dieser Zeit drei Wohnhäuser und vier landwirtschaftliche Gebäude mit 25 Einwohnern, davon zwei katholischen und 23 evangelischen Bekenntnisses. Die Gemeinde- und Gutbezirksstatistik der Rheinprovinz führt den Ort 1871 mit elf Wohnhäusern und 121 Einwohnern auf.
Nach der 1867 erfolgten Eröffnung eines Bahnhofes auf freiem Feld bei Hüttenhaus, des Bahnhofes Ohligs-Wald, der heute den Namen Solingen Hauptbahnhof trägt, gewann die nahegelegene größere Hofschaft Ohligs an Bedeutung und entwickelte sich infolge der Nähe zu dem Bahnhof zu einem der Siedlungszentren in der Stadt Merscheid. Viele umliegende Ortslagen und Hofschaften verloren ihre solitäre Lage und gingen in der sich ausbreitenden geschlossenen gründerzeitlichen Bebauung der Stadt vollständig auf.:113 So auch Piepers, das 1875 in der Karte vom Kreise Solingen aus dem Jahr 1875 noch als einzelne Ortslage und als Piepers benannt verzeichnet ist, in der Preußischen Neuaufnahme von 1893 aber bereits in der zusammenhängenden Bebauung aufgegangen ist.
Mit der Städtevereinigung zu Groß-Solingen im Jahre 1929 wurde der Ort nach Solingen eingemeindet. Die Ortsbezeichnung ist jedoch in keinem Stadtplan mehr verzeichnet und auch nicht mehr gebräuchlich.